# Larrissa Miller
Pour les articles homonymes, voir Miller.
Larrissa Miller, née le 12 juillet 1992 à Moranbah, est une gymnaste artistique australienne.

## Carrière
Elle remporte aux Jeux du Commonwealth de 2014 la médaille d'argent par équipes ainsi qu'aux barres asymétriques. Elle obtient aux Pacific Rim Championships la médaille d'argent aux barres asymétriques en 2016 et la médaille de bronze par équipes en 2010 et 2016.